# 島根県立大社高等学校佐田分校
島根県立大社高等学校 佐田分校（しまねけんりつたいしゃこうとうがっこう さだぶんこう, Sada Branch of Shimane Prefectural  Taisha High School）は、島根県出雲市にあった大社高等学校の分校。

## 概要
歴史
1948年（昭和23年）に島根県立出雲農業高等学校の定時制分校として設置。1966年（昭和41年）に全日制に転換した。
数回の改称・移管を経て、1983年（昭和58年）に島根県立大社高等学校の佐田分校となった。2013年（平成25年）に分校創立65周年を迎えたが、2015年（平成27年）に閉校となった。
設置課程・学科
全日制課程 普通科
校訓
「自主・敬愛・創造」- 分校独自の校訓で1987年（昭和62年）に制定された。
教育目標
1. 自主・自立の精神を培う
2. 敬愛・互助の心情を育む
3. 創造・発展の英知を養う

校章
島根県立大社高等学校本校のものと同じ。
校歌
分校独自の校歌で1985年（昭和60年）に制定された。作詞は藤森久稔、作曲は小林昭三による。歌詞は2番まであり、両番とも校名の「佐田の学園（まなびや）」で終わる。

## 沿革
- 1948年（昭和23年）
  - 7月20日 - 「島根県立出雲農業高等学校[1] 西須佐分校」（定時制）の設立が認可される。
  - 8月4日 - 仮校舎で開校。
- 1949年（昭和24年）4月1日 - 「島根県立出雲産業高等学校[1] 西須佐分校」と改称。
- 1950年（昭和25年）10月12日 - 校舎が完成。
- 1953年（昭和28年）4月1日 - 「島根県立出雲農林高等学校[1] 西須佐分校」と改称。
- 1954年（昭和29年）4月1日 - 「島根県立出雲農林高等学校 須佐分校」と改称（「西」を除く[3]）。
- 1957年（昭和32年）4月1日 - 「島根県立出雲農林高等学校 佐田分校」と改称（「須佐」を「佐田」に変更[4]）。
- 1958年（昭和33年）12月14日 - 増築新校舎が完成。
- 1961年（昭和36年）4月1日 - 反辺1393番地の旧・佐田村立佐田中学校[5]須佐校舎に移転。
- 1966年（昭和41年）4月1日 - 定時制農業科と家政科の生徒募集を停止。全日制普通科を新設。
  - 移行措置により定時制課程1年修了者（1965年（昭和40年）4月入学生）を全日制課程普通科の2年に編入。
- 1978年（昭和53年）11月8日 - 新校舎が完成。
- 1981年（昭和56年）6月21日 - PTAにより合宿所兼体育器具庫が完成。
- 1983年（昭和58年）
  - 3月19日 - ソフトボール部、全国高等学校女子ソフトボール選抜大会に東中国代表として出場。
  - 4月1日 - 移管により、「島根県立大社高等学校 佐田分校」（閉校時の校名）に改称。
- 1985年（昭和60年）2月21日 - 分校独自の学園歌および愛唱歌を制定。
- 1987年（昭和62年）3月23日 - 分校独自の校訓（自主・敬愛・創造）を制定。
- 1994年（平成6年）8月1日 - ソフトボール部、全国高等学校総合体育大会（会場:富山県）に島根県代表として出場。
- 1995年（平成7年）3月31日 - パソコン教室棟が完成。
- 2001年（平成13年）8月5日 - 須佐太鼓部、全国高等学校総合文化祭（会場:福岡県）に出場。
- 2004年（平成16年）8月1日 - 須佐太鼓部、全国高等学校総合体育大会（会場:島根県）総合開会式で演奏を行う。
- 2006年（平成18年）8月2日 - 須佐太鼓部、全国高等学校総合文化祭（会場:京都府）総合開会式で演奏を行う（写真部も出品）。
- 2007年（平成19年）
  - 8月1日 - 須佐太鼓部、全国高等学校総合文化祭（会場:島根県）に出場（写真部も出品）。
  - 10月25日 - 須佐太鼓部、ポーランド・ワルシャワのジャパンウィークで公演を行う。
- 2008年（平成20年）5月24日 - 家庭クラブが社団法人日本善行会より、善行表彰を受賞。
- 2010年（平成22年）11月19日 - 須佐太鼓部、ポルトガルのジャパンウィークで公演を行う。
- 2015年（平成27年）3月31日 - 閉校

## 部活動
運動部
- 軟式野球部
- ソフトボール部
- ソフトテニス部
- 剣道部

文化部
- 写真部
- 文芸部
- 書道部
- 華道部
- 茶道部
- 須佐太鼓部
- 家庭クラブ
- JRC（Junior Red Cross）